# Sleipnerveld
Het Sleipnerveld is een gasveld in de Noorse sector van de Noordzee, omstreeks 250 kilometer ten westen van Stavanger, waar op een diepte van 2500 meter aardgas wordt gewonnen met een hoog CO2-gehalte. Twee gedeelten van het veld zijn in productie, namelijk Sleipner-West (vanaf 1974) en Sleipner-Oost (vanaf 1981). Het gasveld is genoemd naar Sleipnir, de achtbenige hengst uit de Noordse mythologie. Het gasveld wordt geëxploiteerd door het Noorse olie- en gasbedrijf Statoil.
Tijdens de bouw van Sleipner A, een betonnen condeep, ging het op 23 augustus 1991 mis toen een constructiefout tot gevolg had dat de constructie zonk in het Gandsfjord. Een nieuwe constructie werd in 1993 opgeleverd.

## CO2-opslag
Op het Sleipner-productieplatform wordt CO2 gescheiden van het gewonnen aardgas. De CO2 wordt sinds 1996 afgescheiden en op industriële schaal geïnjecteerd in een watervoerende laag met de naam "Utsira Sand" of Utsira-zandsteenformatie, op circa 800 meter diepte. Deze laag bestaat uit een poreuze zandsteen 35-40% met een dikte van 250 meter op een diepte tussen 800 en 1100 meter. In het reservoir zelf zijn kleisteenlagen aanwezig van 1 meter dik, die de opwaartse CO2-migratie tegenhouden. De watervoerende lagen van enkele meters dik zijn maximaal verzadigd met CO2. Boven de watervoerende lagen ligt de dikke afsluitende Nordland schalielaag die geen CO2 doorlaat.
Er wordt 1 miljoen ton CO2 per jaar in de watervoerende laag geïnjecteerd. De minimale diepte van 800 meter is vereist vanwege het superkritisch houden van het CO2, waarvoor een bepaalde temperatuur en druk nodig is. Bij een normale geothermische en hydrostatische gradiënt betekent dit dat de bovenkant van het opslagreservoir op een minimale diepte van 800 meter moet liggen.